# Beatrice Vio

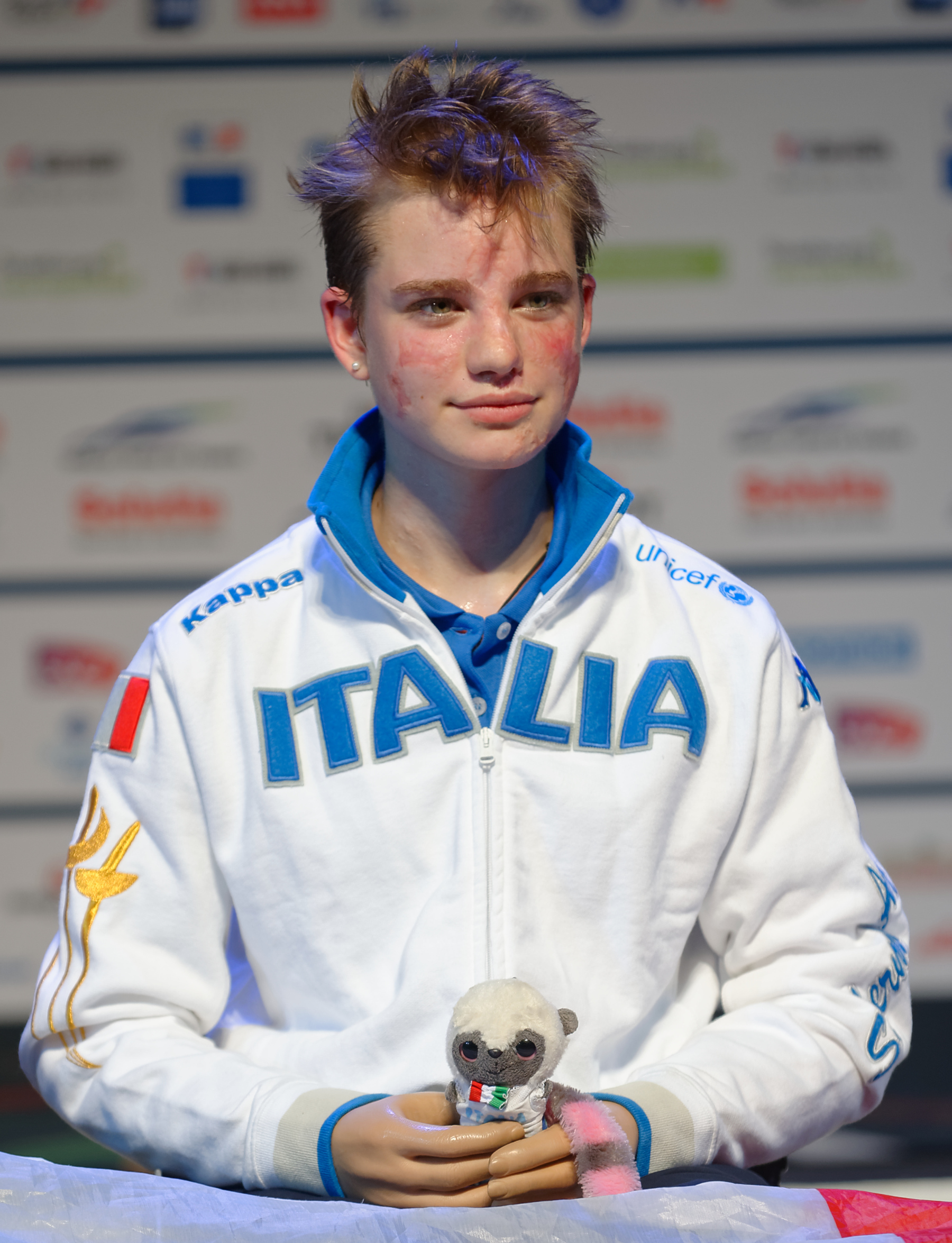
Bebe Vio, 2014

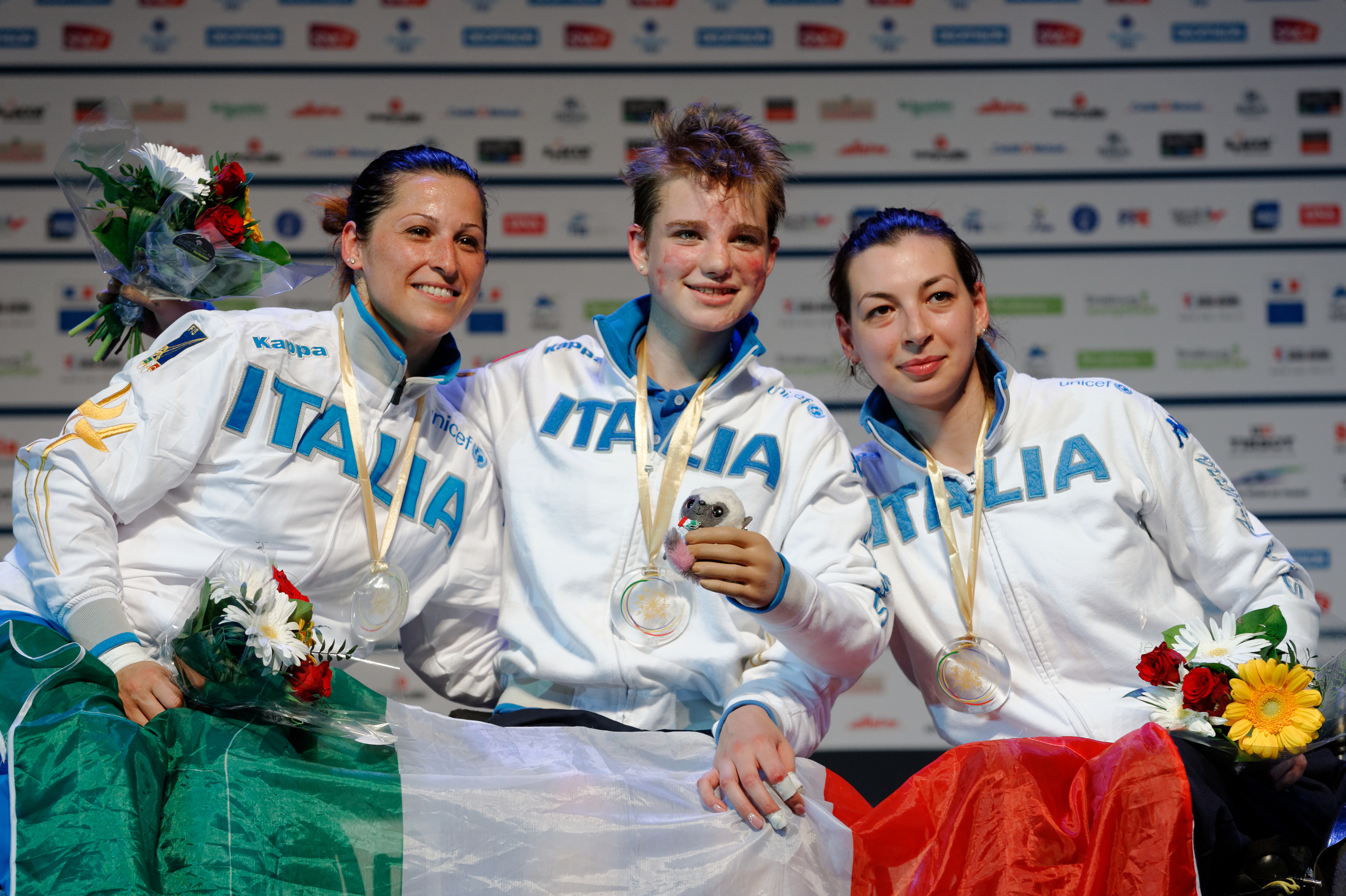
Von links nach rechts: Loredana Trigilia, Beatrice Vio und Andrea Mogos aus Italien bei den Europameisterschaften im Rollstuhlfechten in Straßburg am 12. Juni 2014

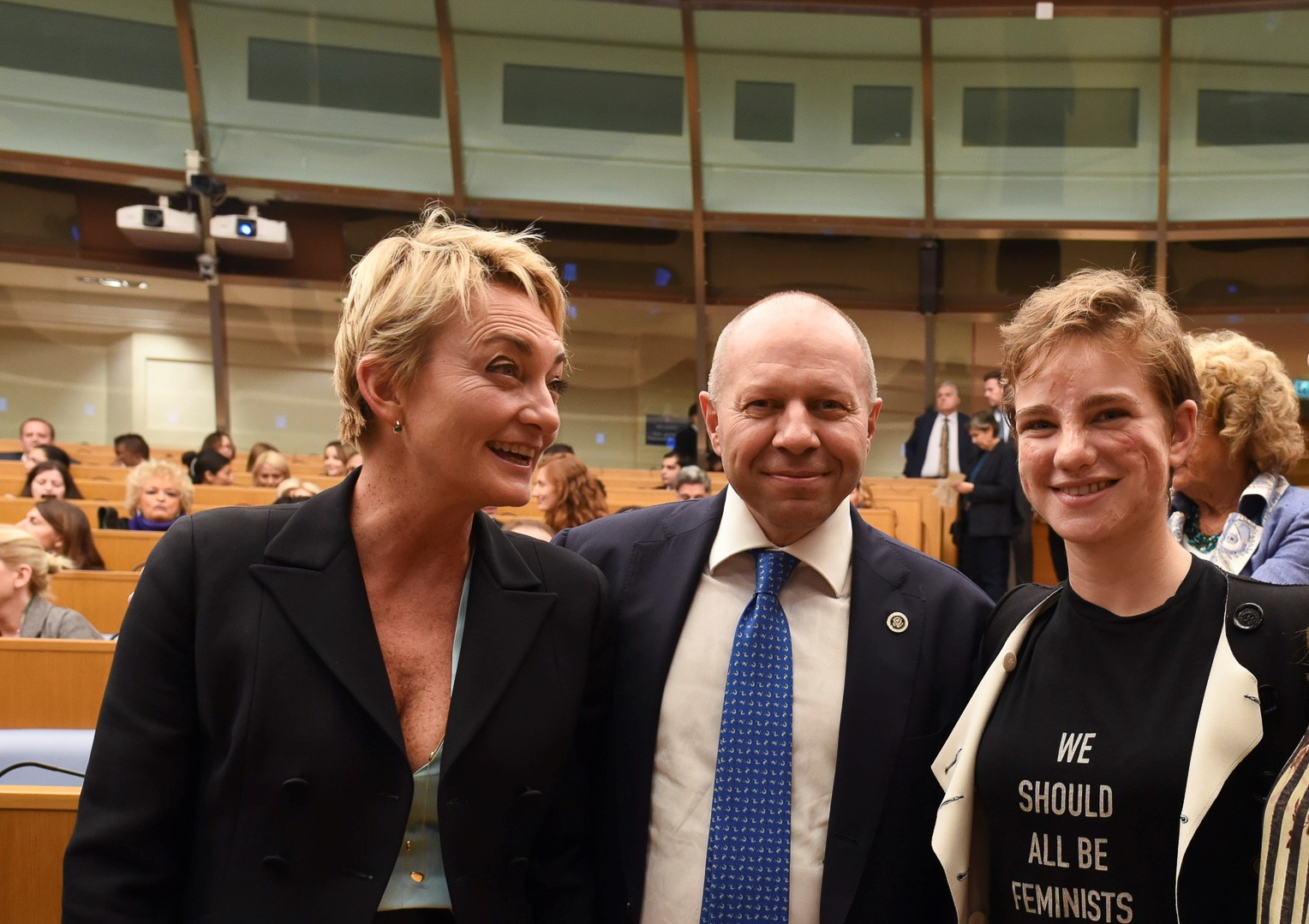
Bebe Vio (rechts) im italienischen Parlament mit ihrer Mutter Teresa und Corrado Maria Daclon, 2018

Beatrice Maria Adelaide Marzia „Bebe“ Vio (* 4. März 1997 in Venedig, Italien) ist eine italienische Rollstuhlfechterin, spezialisiert auf Florett. Sie ist Olympiasiegerin, Welt- und Europameisterin.

## Leben und Werk
Vio wurde als zweites von drei Kindern in Venedig geboren und wuchs in Mogliano Veneto auf. Sie begann im Alter von 5 Jahren mit dem Fechten. Als sie mit 11 Jahren an Meningitis erkrankt, amputieren ihr die Ärzte aufgrund von Nekrosen Unterarme und Unterschenkel, um sie am Leben zu erhalten. Nach mehr als drei Monaten intensiver Rehabilitation begann sie wieder mit dem Fechten.
Sie ist die einzige Fechterin im Rollstuhlfechten, die ohne Hände, Unterarme und Beine antritt. Während die anderen Fechterinnen das Florett in der Hand halten, wird ihr Florett mit einer Prothese an ihrem linken Ellenbogen befestigt. Der Sportdachverband änderte dafür sein Regelwerk. 2009 gründete Vio mit ihrer Familie die Organisation art4sport, die junge amputierte Sportler mit Prothesen unterstützt und auf die Paralympics in Italien aufmerksam macht.
Ihre Geschichte wurde 2020 im Dokumentarfilm Phönix aus der Asche thematisiert.

## Sportliche Karriere
2010 hatte Vio ihren ersten offiziellen Wettkampf in Bologna und 2011 wurde sie italienische U20-Meisterin und 2012 und 2013 italienische Meisterin. Für die Sommer-Paralympics 2012 wurde sie als Fackelträgerin für die Eröffnungszeremonie ausgewählt, nachdem mehr als 1000 Menschen mit einer Onlinekampagne ihre Kandidatur unterstützt hatten.
In der Saison 2013/14 pausierte sie, um sich auf ihr Studium der Kommunikation und internationalen Beziehungen an der John Cabot University in Rom zu konzentrieren.
Bei den kontinentalen Meisterschaften in Straßburg 2014 wurde sie Europameisterin in der Einzel- und Team-Kategorie, während sie im folgenden September bei der Weltmeisterschaft im Paralympischen Fechten in Warschau den Weltmeistertitel erhielt. 2015 wurde sie paralympische Weltmeisterin im Einzel bei den Fechtmeisterschaften in Eger (Ungarn). Wenige Tage später gewann sie die Bronzemedaille im Mannschaftswettbewerb. Am 14. September 2016 gewann sie die Goldmedaille im Einzel bei den Sommer-Paralympics 2016 in Rio de Janeiro und besiegte die Chinesin Zhou Jingjing im Finale mit 15:7. Am 16. September 2016 gewann sie zusammen mit ihren Teamkolleginnen Loredana Trigilia und Andreea Mogoș die Bronzemedaille. Anlässlich der Abschlusszeremonie der Sommer-Paralympics 2016 war sie die Fahnenträgerin Italiens. Im gleichen Jahr begleitete sie Premierminister Matteo Renzi zum Staatsdinner mit Barack Obama im Weißen Haus.
Am 8. November 2017 gewann sie bei den Meisterschaften im Fechten in Fiumicino ihren zweiten paralympischen Weltmeistertitel im Einzel. Nach diesem Sieg beschloss sie, die soeben gewonnene Medaille als Spende für die humanitäre Organisation Cesvi zu versteigern. Am 19. September 2018 wurde sie im Finale in Terni gegen die Russin Irina Mišurova zum dritten Mal in Folge Europameisterin.
2018 gewann sie zum vierten Mal den Einzel-Weltcup und auch den Team-Weltcup und 2019 ihr drittes Gold bei den Paralympischen Fecht-Weltmeisterschaften in Cheongju. 2021 gründete sie in Zusammenarbeit mit Nike die Bebe Vio Academy, die erste italienische Akademie für integrativen Sport.
Am 28. August 2021 gewann sie zum zweiten Mal die Goldmedaille im Einzel bei den Sommer-Paralympics 2020 in Tokio und besiegte dazu erneut die Chinesin Zhou Jingjing im Finale, diesmal mit 15:9.
Nach dem Gewinn ihrer Goldmedaille in Tokio gab sie bekannt, dass sie Anfang 2021 erneut an einer schweren bakteriellen Infektion (Staphylococcus aureus) erkrankt sei. Die Ärzte prophezeiten ihr eine weitere Amputation des linken Armes, falls die Infektion den Knochen erreicht hätte. Nach einer Operation mit der eine weitere Amputation vermieden werden konnte, verließ Bebe Vio das Krankenhaus 119 Tage vor Beginn der Sommer-Paralympics, um anschließend wenige Tage vor der Abreise nach Japan das Training wieder aufzunehmen.

## Veröffentlichungen
- Mi hanno regalato un sogno. Rizzoli Libri, Mailand 2015, ISBN 978-88-586-7878-7.
- Se sembra impossibile allora si può fare. Rizzoli Libri, Mailand 2017, ISBN 978-88-17-09713-0.

## Ehrungen
- 2014: Medaglia d’argento al valore atletico – Silbermedaille für athletischen Wert des Comitato Olimpico Nazionale Italiano
- 2015: Medaglia d’oro al valore atletico
- 2016: Verdienstorden der Italienischen Republik (Komtur)[12]
- 2016: Collare d’oro al merito sportivo
- 2017: Collare d’oro al merito sportivo[2]
- 2017: Sportlerin des Jahres mit Behinderung bei den Laureus World Sports Awards
- 2018: America Award, Italy-USA Foundation
- 2019: Collare d’oro al merito sportivo
- Mattel widmete ihr eine Barbiepuppe[13]
- 2021: Benennung eines Asteroiden nach ihr: (111571) Bebevio[14]

## Filmografie
- Phönix aus der Asche (Rising Phoenix)[15]